# Chris Richards
Christopher Jeffrey Richards (Birmingham, 2000. március 28. –) amerikai válogatott labdarúgó, a Crystal Palace játékosa.

## Pályafutása

### Klubcsapatokban
A Texans SC Houston csapatától került a Dallas akadémiájára, majd 2018. április 12-én aláírta első profi szerződését a klubbal. 2018 májusában Thomas Roberts társaságában a német Bayern München csapatához mentek a két klub közötti megállapodás értelmében 10 napra tárgyalni. Teljesítményére felfigyeltek és júliusban egy évre kölcsönbe vették az akadémiára. Július 21-én a Nemzetközi Bajnokok Kupáján, ami egy felkészülési barátságos torna pályára lépett a 62. percben Sandro Wagner cseréjeként a francia Paris Saint-Germain ellen. A 2018-19-es szezont az akadémián töltötte. 2019. január 19-én négy és fél éves szerződést kötött a német klubbal. Augusztus 19-én mutatkozott be a Bayern München II csapatában a Hallescher FC csapata elleni győztes harmadosztályú bajnoki mérkőzésen. 2020. január 20-án az első csapatban is bemutatkozhatott a Freiburg ellen. 2020. szeptember 18-án az új idény során a Schalke 04 klubja ellen lépett pályára.
2021. február 1-jén az idény végéig kölcsönvette a TSG 1899 Hoffenheim csapata.
2022. július 27-én az angol Crystal Palace ötéves szerződést kötött vele, valamint 12 millió eurót fizetett érte.

### A válogatottban
Pályára lépett a 2018-as U20-as CONCACAF-bajnokságon és a 2019-es U20-as labdarúgó-világbajnokságon. 2020. november 16-án bemutatkozott a felnőttek között Panama ellen a 80. percben Matt Miazga cseréjeként.

## Statisztika
2020. október 2-i állapotnak megfelelően.
| Klub              | Szezon   | Bajnokság | Bajnokság | Kupa  | Kupa | Nemzetközi | Nemzetközi | Egyéb | Egyéb | Összesen | Összesen |
| Klub              | Szezon   | Mérk.     | Gól       | Mérk. | Gól  | Mérk.      | Gól        | Mérk. | Gól   | Mérk.    | Gól      |
| ----------------- | -------- | --------- | --------- | ----- | ---- | ---------- | ---------- | ----- | ----- | -------- | -------- |
| Bayern München II | 2019–20  | 30        | 4         | —     | —    | —          | —          | —     | —     | 30       | 4        |
| Bayern München II | 2020–21  | 1         | 0         | —     | —    | —          | —          | —     | —     | 1        | 0        |
| Bayern München II | Összesen | 31        | 4         | 0     | 0    | 0          | 0          | 0     | 0     | 31       | 4        |
| Bayern München    | 2019–20  | 1         | 0         | —     | —    | —          | —          | —     | —     | 1        | 0        |
| Bayern München    | 2020–21  | 1         | 0         | —     | —    | —          | —          | 1     | 0     | 2        | 0        |
| Bayern München    | Összesen | 2         | 0         | 0     | 0    | 0          | 0          | 1     | 0     | 3        | 0        |
| Összesen          | Összesen | 33        | 4         | 0     | 0    | 0          | 0          | 1     | 0     | 34       | 4        |

1. ↑  Német labdarúgó-szuperkupa

### A válogatottban
| Válogatott       | Év       | Pályára lépés | Gól |
| ---------------- | -------- | ------------- | --- |
| Egyesült Államok | 2020     | 1             | 0   |
| Egyesült Államok | 2021     | 5             | 0   |
| Egyesült Államok | 2022     | 2             | 0   |
| Egyesült Államok | 2023     | 2             | 1   |
| Összesen         | Összesen | 10            | 1   |

#### Góljai a válogatottban
| # | Időpont          | Helyszín                                               | Ellenfél | Gólok | Eredmény | Kiírás                                |
| - | ---------------- | ------------------------------------------------------ | -------- | ----- | -------- | ------------------------------------- |
| 1 | 2023. június 19. | Allegiant Stadion, Paradise, Amerikai Egyesült Államok | Kanada   | 1–0   | 2–0      | 2022–2023-as CONCACAF-nemzetek ligája |

## Sikerei, díjai

### Klub
- Bayern München II
  - 3. Liga: 2019–20

- Bayern München
  - Német bajnok: 2019–20
  - Német szuperkupa: 2020
  - UEFA-szuperkupa: 2020[18]

### Válogatott
- USA U20
  - U20-as CONCACAF-bajnokság: 2018

- USA
  - CONCACAF Nemzetek ligája: 2022–23

## Külső hivatkozások
- Chris Richards adatlapja a Transfermarkt oldalán (angolul)
- Chris Richards adatlapja a Soccerway oldalon (angolul)
- Chris Richards adatlapja a Kicker oldalán (németül)